# Vladimir Kramnik
Vladimir Borisovitj Kramnik (russisk: Владимир Борисович Крамник, tr. Vladimir Borisovitj Kramnik; født 25. juni 1975 i Tuapse, Krasnodar kraj, Sovjetunionen) er en russisk stormester i skak og tidligere verdensmester. På verdensskakforbundet FIDEs liste for januar 2008 har Kramnik en Elo-rating på 2799, og deler dermed førstepladsen på listen med Viswanathan Anand, Indien, som han skal møde i en ny match om verdensmesterskabet i 2008.
I oktober 2000 blev han "klassisk verdensmester" i skak ved at vinde en match på seksten partier over Garry Kasparov ved VM i skak 2000, som spilledes i London. I slutningen af 2004 forsvarede han med held denne titel i en match over fjorten partier mod udfordreren Péter Lékó ved VM i skak 2004, som spilledes i Brissago, Schweiz. 
I oktober 2006 vandt Kramnik, der stadig blev anset for at være klassisk verdensmester, over Veselin Topalov, der var indehaver af FIDEs verdensmestertitel. Det skete i en særlig match uden for den almindelige VM-turnus, VM i skak 2006, hvis hensigt var at genforene den opdelte skakverden og finde en enkelt verdensmester, hvis titel var uimodsagt. 
Matchen omfattede 12 sædvanlige partier, der endte med resultatet 6-6, hvorefter Kramnik vandt 4 partier hurtigskak om titlen med resultatet 2,5-1,5 og blev den "forenede" verdensmester 2006. Under matchen var der store problemer på grund af protester rejst af Topalov og lederen af hans hjælpehold (Silvio Danailov) mod Kramniks hyppige brug af sit private toilet og obskøne gestus fra hans hjælpere. FIDEs appelkomite tog beslutning om at aflåse toilettet, en beslutning Kramnik appellerede, og en ny appelkomite omgjorde. 
Af matchens sædvanlige tolv partier vandt Kramnik tre spillede partier og Topalov to, idet Topalovs tredje gevinst skete uden kamp, fordi Kramnik nægtede at spille, da de aftalte betingelser for matchen efter hans mening var ændret uden hans samtykke. Denne situation gav stor omtale i medierne under navne som "toiletgate" og "wc-gate", og den kampløse gevinst truede med at spolere det fortsatte spil og også legitimiteten af den "forenede" verdensmester, såfremt Topalov havde vundet matchen med et forspring på et point eller mindre.
Efter at matchen over 12 partier var endt uafgjort 6-6 (eller med en uofficiel sejr 6-5 til Kramnik, hvis der bortses fra det ikke spillede parti), vandt Kramnik den afgørende tillægsmatch og titlen og satte dermed en stopper for den skakpolitiske kontrovers.

## Biografi
Kramnik er født i byen Tuapse ved Sortehavet. Som barn studerede han skak ved den berømte skakskole, som var oprettet af Mikhail Botvinnik. Hans første væsentlige resultat i en vigtig turnering var hans guldmedalje som første reserve for det russiske hold ved Skakolympiaden 1992 i Manila. Hans deltagelse på holdet skabte nogen forudgående debat i Rusland, eftersom han kun var seksten år gammel og endnu ikke havde fået tildelt titlen som stormester, men valget af ham støttedes af Garry Kasparov. Hans resultat i turneringen blev otte gevinster og en remis, altså uden tabspartier. 
Det følgende år spillede Kramnik i den særdeles stærkt besatte turnering i Linares. Han sluttede som nummer fem, men vandt undervejs over verdens nummer tre, Vasilij Ivantjuk. Han fulgte det op med en række gode resultater, men måtte vente til 1995, før han for første gang vandt en stor turnering med normal betænkningstid. Det var skakturneringen i Dortmund, som han vandt uden tabspartier. Kramnik fortsatte med at opnå gode resultater, blandt hvilke var at vinde i Dortmund (alene eller sammen med andre) tre år i træk fra 1996 til 1998. Han er desuden den anden af kun fire skakspillere, som har nået en rating på 2800 (den første var Kasparov).

## Verdensmester
I 2000 spillede han i London en match på 16 partier mod Garry Kasparov om titlen som klassisk verdensmester. Kasparov var favorit, men Kramniks anvendelse af Berliner-forsvaret mod Kasparovs spanske åbning var meget effektiv. Skønt han blev presset hårdt af Kasparov, når denne førte de hvide brikker, lykkedes det hele tiden Kramnik at undgå at tabe, og han vandt matchen med cifrene 8,5 – 6,5 uden nederlag. Det var Kasparovs første nederlag i en match om verdensmesterskabet.

## Efter London
I oktober 2002 spillede Kramnik en match over 8 partier mod skakkomputeren Deep Fritz i Bahrain. Kramnik begyndte godt og førte med 3 – 1 efter fire partier. I femte parti foretog Kramnik imidlertid, hvad der er blevet kaldt hans værste fejltræk i karrieren, og tabte en springer i en stilling, der ellers ansås for at være remis. Han opgav straks partiet. Også parti nummer seks opgav han, skønt senere analyser viste, at han med perfekt spil kunne have opnået uafgjort ved at spille videre fra slutstillingen. De sidste to partier i matchen blev remis, så matchen endte uafgjort 4 – 4.
I februar 2004 vandt Kramnik for første gang årets turnering i Linares 2004 alene (han havde delt førstepladsen med Kasparov i 2000), uden at tabe noget parti og med 2 points forspring for de øvrige, som også denne gang indbefattede Kasparov, der på dette tidspunkt var verdens højst ratede spiller.

## Titelforsvar
Fra 25. september 2004 og til 18. oktober 2004 forsvarede han med held sin titel som klassisk skakverdensmester mod udfordreren Péter Lékó ved VM i skak 2004. Matchen omfattede 14 partier og Lékó førte helt frem til sidste parti, som det lykkedes Kramnik at vinde, hvilket betød en uafgjort match med resultatet 7 – 7 og sikrede Kramnik den fortsatte titel, idet udfordreren naturligvis skal vinde for at overtage titlen. Præmiesummen var 1 million CHF, hvilket dengang svarede til omkring 770.000 US$. Det uafgjorte resultat betød, at præmiesummen deltes ligeligt mellem de to spillere.

## Genforeningsmatchen
Da Garry Kasparov brød med FIDE, der er den internationale skakorganisation, for at spille VM i skak 1993 mod Nigel Short, skabte han splittelse i skakverdenen. Som svar herpå godkendte FIDE en match mellem Anatoly Karpov og Jan Timman om titlen som FIDE verdensmester, som Karpov vandt. Følgelig har der siden da været to "verdensmestre" i skak, den "klassiske" verdensmester ifølge en tradition, som går tilbage til Steinitz, og den af FIDE godkendte mester. 
Da Kramnik besejrede Kasparov og blev klassisk verdensmester, overtog han samtidig den uoverensstemmelse med FIDE, som var knyttet til titlen. 
Ved den senest afholdte turnering om FIDE verdensmesterskabet, (VM i skak 2005), afslog Kramnik at deltage, men udtrykte sin beredvillighed til at spille en match mod vinderen for at forene de to verdensmesterskabstitler. Efter turneringens afslutning begyndte derfor forhandlinger mellem Kramnik og FIDE verdensmesteren Veselin Topalov fra Bulgarien.
I april 2006 kunne FIDE offentliggøre, at der ville blive afholdt en sådan genforeningsmatch mellem Kramnik og Topalov — kaldet VM i skak 2006. Matchen fandt sted i Elista i Kalmykien. Efter 4 partier førte Kramnik med 3-1 points (af 12 mulige). På dette tidspunkt protesteredes der fra Topalovs side over, at Kramnik benyttede sit private badeværelse mistænkeligt ofte, med den implicitte anklage at han på en eller måde modtog spillemæssig assistance imens. Topalov udtrykte, at han ville nægte at give Kramnik hånden ved de tilbageværende partier. Appelkomiteen besluttede herefter, at spillernes toiletter skulle låses af, og at de skulle benytte et fælles toilet under ledsagelse af en assisterende spilledommer.
Kramnik afslog at spille det femte parti, medmindre de oprindelige betingelser for matchen blev fulgt. Som resultat heraf vandtes partiet af Topalov uden kamp, hvilket reducerede Kramniks føring til 3-2. Kramnik erklærede, at appelkommiteen havde vist sig partisk og forlangte den udskiftet. Som betingelse for at fortsætte matchen insisterede han på at spille videre under de kontraktlige betingelser, der var fastsat for matchen, og som tillod brug af toilettet, når spilleren selv ønskede det.
Uoverensstemmelsen resulterede i en omfattende korrespondance til Chessbase og andre publikationer. Reaktionerne fra menige spillere var klart til støtte for Kramnik. Prominente skikkelser i skakverdenen som John Nunn, Yasser Seirawan og Bessel Kok valgte ligeledes Kramniks side i striden.
Den russiske og bulgarske skakorganisation støttede deres respektive spillere.
Efter 12 partier var matchens resultat uafgjort, når det ikke spillede parti medregnes, omend Kramnik fortsatte med at bestride dette resultat. Da Kramnik imidlertid 13. oktober 2006 vandt den afgørende match i hurtigskak med resultatet 2,5 mod 1,5 points, blev resultatet af og uoverensstemmelsen om femte parti uden betydning for afgørelsen.
I 2007 deltog Kramnik i en turnering om verdensmesterskabet, som blev vundet af Viswanathan Anand, men har ret til en ny match om verdensmesterskabet imod denne i 2008. 

## Helbred
Kramnik er blevet diagnosticeret som lidende af en sjælden form for leddegigt, kaldet Bechterews sygdom (Morbus Bechterew, latinsk navn også Spondylitis ankylopoietica), hvilket volder ham stort fysisk ubehag under spil. I januar 2006 meddelte han, at han ville aflyse sin deltagelse i Corus skakturneringen 2006 i Wijk aan Zee for i stedet at søge behandling for sin gigtlidelse. Han vendte tilbage efter behandlingen i juni 2006 og deltog i skakolympiaden 2006, hvor han opnåede et +4 resultat og samtidig den højeste præstationsrating (2847) af de 1307 deltagende spillere.

## Særlige turneringssejre
- 1990	 Russiske mesterskab, Kuibyshev (klassisk)		I
- 1991 Verdensmesterskab (U18), Guarapuav (klassisk)	I
- 1992 	Chalkidiki (klassisk)	7,5/11	I
- 1993	 Belgrad (klassisk)	6/9	II
- 1993 	Interzoneturnering, Biel (klassisk)	8,5/13	II
- 1994	 Samlet resultat PCA Intel Grand Prix'94		I
- 1995 	Dortmund (klassisk)	7/9	I
- 1995	 Horgen (klassisk)	7/10	I-II
- 1995	Belgrad (klassisk)	8/11	I-II
- 1996	Monaco	16/22	I
- 1996	Dos Hermanas (klassisk)	6/9	I-II
- 1996	Dortmund (klassisk)	7/9	I-II
- 1997	Dos Hermanas (klassisk)	6/9	I-II
- 1997	Dortmund (klassisk)	6,5/9	I
- 1997	Tilburg (klassisk)	8/11	I-III
- 1998	Wijk aan Zee (klassisk)	8,5/13	I-II
- 1998	Dortmund (klassisk)	6/9	I-III
- 1998	Monaco (blindskak og hurtigskak)	15/22	I
- 1999	Monaco (blindskak og hurtigskak)	14,5/22	I
- 2000	Linares (klassisk)	6/10	I-II
- 2000	Dortmund (klassisk)	6/9	I-II
- 2000	klassisk verdensmesterskab
- 2000	Match Kramnik – Kasparov	8,5:6,5
- 2001	Match Kramnik – Lékó (hurtigskak)	7,0:5,0
- 2001	Monaco (blindskak og hurtigskak)	15/22	I-II
- 2001	Match Kramnik v. Anand (hurtigskak)	5;0:5,0
- 2001	Dortmund (klassisk – sjette gevinst!)	6,5/10	I-II
- 2002	Match i avanceret skak (brug af komputer tilladt) Kramnik – Anand (Leon)	3,5:2.5
- 2002	Menneske mod maskine (Bahrain)	4,0:4,0
- 2003	Linares (klassisk)	7,0/12	I-II
- 2003	Dortmund (klassisk)	5,5/10	II-III
- 2003	Cap d'Agde (France)
- 2003	Verdensmesterskab i hurtigskak	8,5/13	II
- 2004	Handicapsimultan (klassisk)
- 2004	Kramnik – Det tyske landshold	2,5:1,5
- 2004	Linares (klassisk)	7,0/12	I
- 2004	Monaco (Samlet resultat)	14,5/22	I-II
- 2006 Guldmedalje ved olympiaden i Torino med den samlede, bedste præstation (2847) 7/10
- 2006 Dortmund (klassisk) 4.5/7 I
- 2007 Monaco (Samlet resultat) 14.5/22 I
- 2007 Dortmund (klassisk) 5/7 I
- 2007 Tal Memorial 6½/9 I
- 2009 Dortmund 6½/9 I
- 2009 Zürich (rapidplay) 5/7 I
- 2009 Tal Memorial 6/9 I
- 2010 President's Cup in Baku (rapidplay) 5/7	I–III
- 2010 Bilbao Grand Slam final 4/6 I
- 2011 Dortmund 7/10 I
- 2011 Hoogeveen 4½/6 I
- 2011 London Chess Classic 6/8 I
- 2013 VM i skak 2013

## Matcher om verdensmesterskabet
- PCA kvartfinale, juni 1994, New York, Kramnik-Gata Kamsky (1,5-4,5).
- FIDE kvartfinale, januar 1994, Wijk aan Zee, Kramnik-Leonid Yudasin (4,5-2,5).
- FIDE semifinale, august 1994, Sanghi Nagar, Kramnik-Boris Gelfand (3,5-4,5).
- WCC kandidatmatch, 1998, Carzola, Kramnik-Alexei Shirov (3,5-5,5).
- FIDE knockoutturnering, juli 1999, Las Vegas, Kramnik-Tiviakov (1,5-0,5); Kramnik-Victor Korchnoi (1,5-0,5); Kramnik-Veselin Topalov (3-1, inklusive afgørelse ved hurtigskak); Kramnik-Michael Adams (kvartfinale) (2-4, inclusive afgørelse ved hurtigskak).
- VM i skak 2000 (klassisk), London, Kramnik-Garry Kasparov (8,5-6,5).
- VM i skak 2004 (klassisk), Brissago, Kramnik-Péter Lékó (7-7), Kramnik forblev verdensmester.
- VM i skak 2006, Elista, Kramnik-Topalov (6-6, med 2,5-1,5 afgørelse ved hurtigskak), Kramnik forener de to verdensmestertitler.
- VM i skak 2008, Bonn, Anand-Kramnik